# Teminabuan

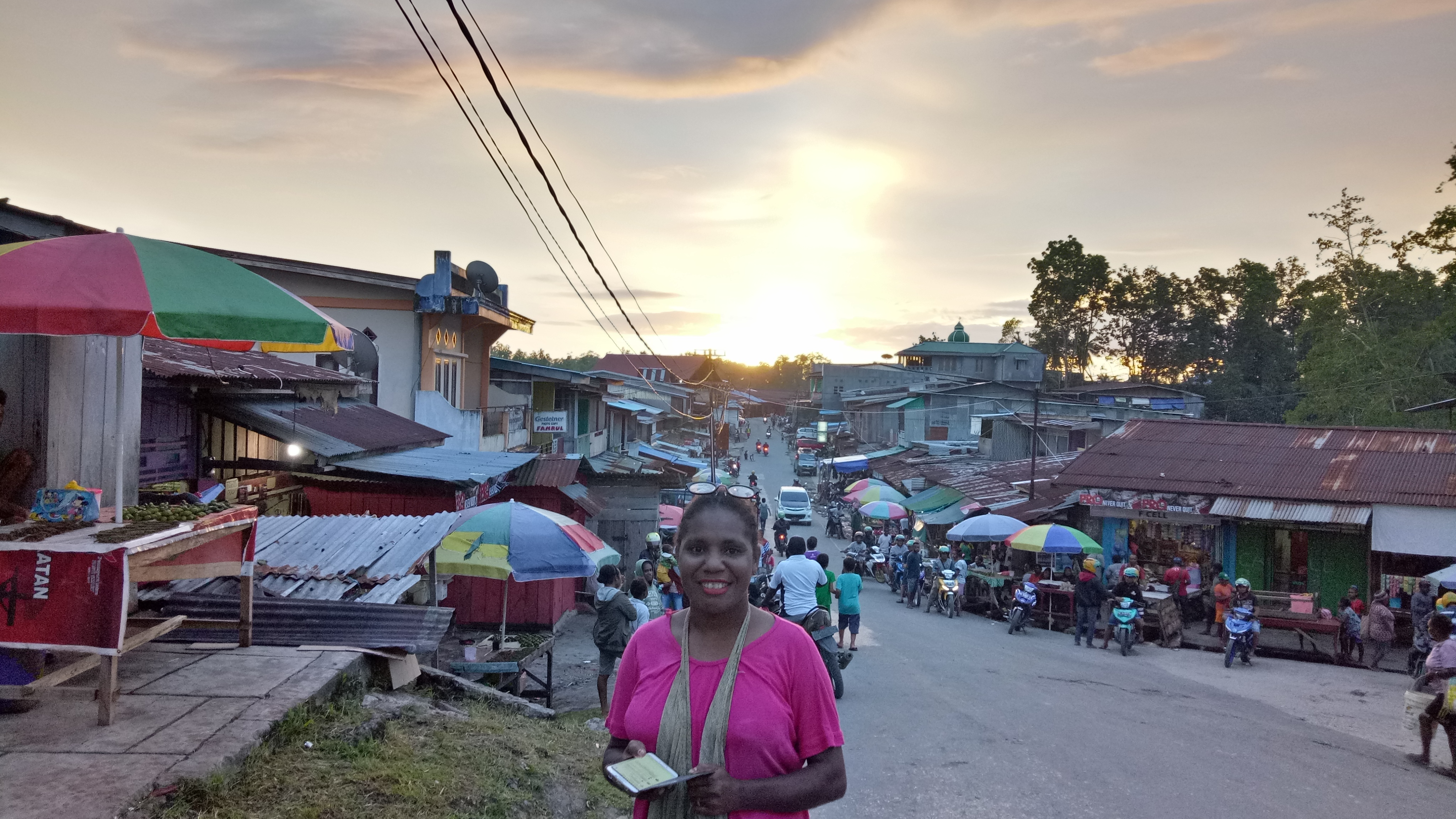
Teminabuan

Teminabuan é uma pequena cidade em South Sorong Regency, Papua Ocidental, Indonésia. A cidade serve como a capital do South Sorong Regency. No censo de 2010, tinha uma população de 11.627. A cidade está localizada na parte sudoeste da Península da Cabeça de Pássaro. A área foi bombardeada entre janeiro e março de 1967. É servido pelo Aeroporto de Teminabuan.